# Ясин-Сокан
Ясин-Сокан (рос. Ясын-Сокан) — село у Красноярському районі Астраханської області Російської Федерації.
Населення становить 622 особи. Входить до складу муніципального утворення Джанайська сільрада.

## Історія
Населений пункт розташований на території українського етнічного та культурного краю Жовтий Клин. Від 1925 року належить до Красноярського району.
Згідно із законом від 6 серпня 2004 року органом місцевого самоврядування є Джанайська сільрада.

## Населення
| 2002 | 2010 | 2013 | 2014 | 2017 |
| ---- | ---- | ---- | ---- | ---- |
| 495  | ↗556 | ↗708 | ↘660 | ↘622 |